# Carlos Arroyo Ayala
Carlos Arroyo Ayala (Madrid, 16 de febrer de 1966) és un exfutbolista espanyol, que ocupava plaça de migcampista. Era conegut com el Príncep d'Alcorcón.
Arroyo va donar les seues primeres passes al AD Alcorcón, un equip regional madrileny. El seu bon joc va cridar l'atenció dels representants valencianistes, que el van incorporar al filial valencianista, el CE Mestalla.
El 1984 debuta al primer equip del València CF, club on es mantindria fins al 1996. En tots aquests anys, el madrileny seria el principal recanvi dels successius entrenadors, i de fet, tot i jugar-ne més de 20 partits de lliga per temporada, no solia sobrepassar la meitat d'aquests els 90 minuts sobre el terreny de joc. La seua renda golejadora també era acceptable per a la seua posició.
El 1996 deixa el València i marxa al Vila-real CF, en aquella època a Segona Divisió. Amb els groguets hi disputa dues campanyes, la segona marcada per l'ascens històric a la màxima divisió. Entre el 1996 i el 1998, Arroyo va refermar la seua fama de recanvi: de 40 partits disputats, només va començar-ne 3.